# 恋のためらい
恋のためらい（こいのためらい）は、TBS系列で1997年10月10日から12月19日に放送されたテレビドラマ。

## キャスト
- 菊地昭夫：竹中直人
- 小池美香：中谷美紀
- 小野晴彦：益岡徹
- 坂口俊子：鈴木砂羽
- 滝口譲：高知東急
- 小池新一：塚本晋也
- 野村千里：大竹しのぶ
- 立花洋介：伏石泰宏
- 青木忠治：串田和美
- 青木弘子：鈴木杏樹

## 主題歌
- 「君に星が降る」竹中直人

## スタッフ
- 脚本：岩松了
- 音楽：服部隆之
- プロデュース：伊佐野英樹、塩川和則
- 演出：吉田健、吉田秋生、森山享、伊佐野英樹

## サブタイトル
1. 悪魔のような女達
2. 女たちのあえぎ
3. 謀略のうずまく夜
4. 振りまわされて嬉しいなんて
5. ちわわの猛アタック始まる
6. これが最後の恋になるなら
7. お人好し、大金貢ぎ裏切られる
8. 恥ずかしいビデオ
9. 死者からの手紙
10. 残された時間
11. 輝ける未来